# Синхидака
Синхидака (яп. 新ひだか町 Синхидака-тё:) — посёлок в Японии, находящийся в уезде Хидака округа Хидака губернаторства Хоккайдо. Площадь посёлка составляет 1147,75 км², население — 24 391 человек (30 июня 2014), плотность населения — 21,25 чел./км².

## Географическое положение
Посёлок расположен на острове Хоккайдо в губернаторстве Хоккайдо. С ним граничат посёлки Уракава, Ниикаппу, Тайки и село Накасацунай.

## Население
Население посёлка составляет 24 391 человек (30 июня 2014), а плотность — 21,25 чел./км². Изменение численности населения с 1980 по 2005 годы:
| 1980 | 33 190 чел. |  |
| 1985 | 32 610 чел. |  |
| 1990 | 30 262 чел. |  |
| 1995 | 29 337 чел. |  |
| 2000 | 28 438 чел. |  |
| 2005 | 27 265 чел. |  |

## Символика
Деревом посёлка считается Prunus sargentii, цветком — Rhododendron kaempferi.